# Tyrrellite
La tyrrellite est un minéral séléniure de formule Cu(Co, Ni)2Se4.  Il a été trouvé dans le district Goldfields dans le nord du Saskatchewan au Canada, ainsi que dans le gisement de Petrovice en Tchéquie. Il a été nommé d'après le géologue canadien Joseph Burr Tyrrell. Joseph Tyrrell fut l'un des premiers géologues de la Commission géologique du Canada à faire des recherches dans le district Goldfields.

## Cristallographie
La tyrrellite est cubique (isométrique), signifiant que d'un point de vue cristallographique, elle a trois axes d'égale longueur perpendiculaires entre eux. Elle appartient au groupe d'espace Fd3m. La tyrrellite prend une couleur bronze clair quand elle est vue en lumière polarisée plane.  Comme elle est isotrope, la couleur bronze clair reste inchangée lorsque le minéral est tourné et vu sous différents angles cristallographiques. Quand elle est observée en lumière polarisée croisée, la tyrrellite présente une extinction totale, un trait caractéristique des minéraux isotropes.

## Découverte et occurrence
Elle fut décrite pour la première fois en 1953 pour une occurrence dans le district Goldfields au Saskatchewan, tandis que la seconde occurrence a été décrite dans le gisement de Petrovice en Tchéquie. En général, la tyrrellite est veinée, entourée et remplacée par l'umangite, un minéral primaire des gisements dans lesquels se trouve la tyrellite. La rareté relative et les rares occurrences de la tyrrellite peuvent fournir aux géologues des informations importantes sur les circonstances dans lesquelles s'est formée la roche mère.